# Соту (Сабугал)
Соту (порт. Souto) — район (фрегезия) в Португалии, входит в округ Гуарда. Является составной частью муниципалитета Сабугал. По старому административному делению входил в провинцию Бейра-Алта. Входит в экономико-статистический субрегион Бейра-Интериор-Норте, который входит в Центральный регион. Население составляет 1419 человек на 2001 год. Занимает площадь 30,38 км².
Покровителем района считается Дева Мария (порт. Nossa Senhora da Conceição).